# Radics Gábor (zenész, 1906–1968)
Radics Gábor (Budapest, 1906. – São Paulo (Brazília), 1968.) magyar cigány dzsesszhegedűs, szaxofonos, az egyik első jelentős jazzhegedűs Magyarországon. Az első magyar bluesfelvételen, amely 1942-ben készült, Radics Gábor Jazz-együttese játszotta a Limehouse Blues-t (Philip Braham szerzeménye).

## Életútja
Először klasszikus zenét tanult a Zeneakadémián, ahol Hubay Jenő növendéke volt. Később cigányzenekarokkal és tánczenekarokkal egyaránt muzsikált. Bár szaxofonon is játszott, elsősorban jazzhegedűsként vált ismertté.
A világ számos helyén vendégszerepelt. Párizsban egy jazzhegedű-versenyen Stéphane Grappelli és Joe Venuti mögött a harmadik helyezést érte el. Hosszú ideig élt Párizsban, ahol Josephine Baker zenekarában játszott.
A második világháborút követően Martiny Lajos és Herrer combóinak volt a szólistája. 1947-ben összeállított egy rajkózenekart, amellyel eljutott São Paulóba, és ott telepedett le. Braziliában a Chantecler kiadónál lemeze jelent meg „Jóias Da Musica Cigana” címmel.

## Emlékezete
Születésének 100. évfordulóján, 2006-ban a Magyar Rádió Részvénytársaság Bartók Főszerkesztőség Hangversenyszerkesztősége Radics Gáborról elnevezett jazzhegedű tehetségkutató versenyt indított.